# تیرویه
تیرویه از فرماندهان ارشد ارتش شاهنشاهی ساسانی بود که در جنگ قادسیه و جلولا شرکت داشت و سرانجام در جنگ جلولا کشته شد .
تیرویه پس از کشته شدن خسرو پرویز که شروع جنگ های داخلی در ایران بود، عضو انجمن پهلوی بود که به نوعی هواخواه یزدگرد سوم بود. که او در جنگ قادسیه همراه با ارتش ایران جنگید و پس از شکست ارتش ایران به تیسفون بازگشت و سپس در جنگ جلولا نیز در کنار مهران رازی با اعراب جنگید و در آن جنگ کشته شد.